# Kính viễn vọng Green Bank
Kính viễn vọng Green Bank Robert C. Byrd (GBT) ở Green Bank, West Virginia, Hoa Kỳ là kính viễn vọng vô tuyến có thể điều khiển hoàn toàn lớn nhất thế giới. Địa điểm Green Bank là một phần của Đài quan sát thiên văn vô tuyến quốc gia (NRAO) cho đến ngày 30 tháng 9 năm 2016. Kể từ ngày 1 tháng 10 năm 2016, kính thiên văn đã được vận hành bởi Đài thiên văn Green Bank mới tách ra. Kính viễn vọng vinh danh tên của Thượng nghị sĩ Robert C. Byrd, người đại diện cho West Virginia và người đã thúc đẩy tài trợ cho kính viễn vọng này được thông qua tại Quốc hội.
Kính thiên văn Green Bank hoạt động ở bước sóng mét đến milimet. Khu vực thu thập đường kính 100 mét của nó, khẩu độ không bị chặn và độ chính xác bề mặt tốt cung cấp độ nhạy tuyệt vời trên toàn bộ 0.1 Kính16 của kính viễn vọng   Phạm vi hoạt động GHz. GBT hoàn toàn có thể điều khiển được và 85% toàn bộ bán cầu thiên thể địa phương có thể truy cập được. Nó được sử dụng cho thiên văn học khoảng 6500 giờ mỗi năm, với 2000-3000 giờ mỗi năm dành cho khoa học tần số cao. Một phần sức mạnh khoa học của GBT là tính linh hoạt và dễ sử dụng, cho phép đáp ứng nhanh chóng với các ý tưởng khoa học mới. Nó được lên kế hoạch linh hoạt để phù hợp với nhu cầu của dự án với thời tiết có sẵn. GBT cũng dễ dàng được cấu hình lại với phần cứng mới và thử nghiệm. Khả năng ánh xạ độ nhạy cao của GBT làm cho nó trở thành một bổ sung cần thiết cho Atacama Large Millim Array, Mảng rất lớn mở rộng, Mảng kính thiên văn đường cơ sở dài và các giao thoa kế có độ phân giải góc cao khác. Các cơ sở của Đài thiên văn Green Bank cũng được sử dụng cho các nghiên cứu khoa học khác, cho nhiều chương trình trong giáo dục và tiếp cận cộng đồng, và để đào tạo học sinh và giáo viên.